# Tetraulax maynei
Tetraulax maynei là một loài bọ cánh cứng trong họ Cerambycidae.